# Dachsbach
Dachsbach település Németországban, azon belül Bajorországban. Lakosainak száma 1797 fő (2023. december 31.).

## Népesség
A település népessége az elmúlt években az alábbi módon változott:
| Lakosok száma | 480  | 701  | 1082 | 1398 | 1714 | 1697 | 1698 | 1721 | 1785 | 1797 |
|               | 1875 | 1950 | 1975 | 1987 | 2012 | 2014 | 2016 | 2017 | 2021 | 2023 |